# فهرست مربیان برنده لیگ برتر فوتسال مردان ایران
فهرست مربیان برنده لیگ برتر فوتسال مردان ایران

## برپایه سال

### قهرمانی استانی
| فصل     | ملیت | مربی برنده | باشگاه      |
| ------- | ---- | ---------- | ----------- |
| ۱۹۹۶-۹۷ |      |            | استان گیلان |
| ۱۹۹۷-۹۸ |      |            | استان تهران |
| ۱۹۹۸-۹۹ |      |            | استان تهران |
| ۱۹۹۹-۰۰ |      |            | استان فارس  |
| ۲۰۰۰-۰۱ |      |            | استان تهران |
| ۲۰۰۱-۰۲ |      |            | استان تهران |

### لیگ برتر
| فصل     | ملیت  | مربی برنده | باشگاه                |
| ------- | ----- | ---------- | --------------------- |
| ۱۹۹۸-۹۹ |       |            | باشگاه فوتسال پیمان   |
| ۱۹۹۹-۰۰ |       |            | باشگاه فوتسال پیمان   |
| ۲۰۰۰-۰۱ |       | احمد طاهری | باشگاه فوتسال استقلال |
| ۲۰۰۱-۰۲ |       | احمد طاهری | باشگاه فوتسال استقلال |
| ۲۰۰۲-۰۳ | ایران | حسین شمس   | باشگاه فوتسال پاس     |

### سوپر لیگ
| فصل                        | ملیت  | مربی برنده        | باشگاه                         |
| -------------------------- | ----- | ----------------- | ------------------------------ |
| ۲۰۰۳-۰۴                    | ایران | سعید تهمتن        | باشگاه فوتسال شن‌سا ساوه        |
| ۲۰۰۴-۰۵                    | ایران | محمدحسن انصاری‌فرد | باشگاه فوتسال تام ایران خودرو  |
| ۲۰۰۵-۰۶                    | برزیل | Sávio Sousa       | باشگاه فوتسال شن‌سا ساوه        |
| ۲۰۰۷-۰۸                    | ایران | محمود خوراکچی     | باشگاه فوتسال تام ایران خودرو  |
| ۲۰۰۸-۰۹                    | ایران | علیرضا افضل       | باشگاه فوتسال فولاد ماهان      |
| ۲۰۰۹-۱۰                    | ایران | حسین افضلی        | باشگاه فوتسال فولاد ماهان      |
| ۲۰۱۰-۱۱                    | ایران | رضا لک            | باشگاه فوتسال شهید منصوری قرچک |
| ۲۰۱۱-۱۲                    | ایران | رضا لک            | باشگاه فوتسال شهید منصوری قرچک |
| ۲۰۱۲-۱۳                    | ایران | علیرضا افضل       | باشگاه فوتسال گیتی‌پسند اصفهان  |
| ۲۰۱۳-۱۴                    | ایران | وحید شمسایی       | باشگاه فوتسال دبیری تبریز      |
| لیگ برتر فوتسال ایران ۱۳۹۳ | ایران | وحید شمسایی       | باشگاه فوتسال تأسیسات دریایی   |
| لیگ برتر فوتسال ایران ۱۳۹۴ | ایران | وحید شمسایی       | باشگاه فوتسال تأسیسات دریایی   |
| لیگ برتر فوتسال ایران ۱۳۹۵ | ایران | رضا لک            | باشگاه فوتسال گیتی‌پسند اصفهان  |
| لیگ برتر فوتسال ایران ۱۳۹۶ | ایران | حمید بی‌غم         | باشگاه فوتسال مس سونگون ورزقان |
| لیگ برتر فوتسال ایران ۱۳۹۷ | ایران | اسماعیل تقی‌پور    | باشگاه فوتسال مس سونگون ورزقان |